# Бражников (посёлок)
Бражников — посёлок в Таловском районе Воронежской области России. Входит в состав Нижнекаменского сельского поселения.

## География
Посёлок находится на северо-востоке центральной части Воронежской области, в степной зоне, на расстоянии примерно 4 километров (по прямой) к востоку-юго-востоку (ESE) от рабочего посёлка Таловая, административного центра района. Абсолютная высота — 170 метров над уровнем моря.
Часовой пояс
Посёлок Бражников, как и вся Воронежская область, находится в часовой зоне МСК (московское время). Смещение применяемого времени относительно UTC составляет +3:00.

## Население 1 человек
| 2010 |
| ---- |
| 7    |

Живет на постоянно один человек мужчина.
Гендерный состав
По данным Всероссийской переписи населения 2010 года в гендерной структуре населения мужчины составляли 57,1 %, женщины — соответственно 42,9 %.
Национальный состав
Согласно результатам переписи 2002 года, в национальной структуре населения русские составляли 44 %.

## Улицы
Уличная сеть посёлка состоит из одной улицы (ул. Запрудная).